# Афричка кинематографија
Афричка кинематографија је филмска продукција Африке. Њена историја почиње почетком 20. века. Током колинијалног периода, живот у Африци је приказан само кроз радове белаца, колонијалиста, западњачких филмаџија, који су приказивали црнце у негативном светлу, као егзотичне "друге".  Не постоји једна афричка кинематографија, јер постоје разлике између северноафричке и подсахарске кинематографије, као и кинематографија различитих земаља. 
Египатска кинематографија је једна од најстаријих на свету. Први филм браће Лумијер је приказан у Египту 1986. године, а први египатски краткометражни документарац је снимљен 1907. године. Брзо се развијала и током 1940-их, 1950-их и 1960-их достиже златно доба. Нигеријска филмска ихдустрија је највећа у Африци у смислу вредности, годишњег броја филмова, прихода и популарности. Она је такође друга највећа национална филмска индустрија на свету по броју филмова снимљених на годишњем нивоу.

## Историја

### Колонијални период
Током колонијалног периода, Африка је била приказивана само од стране режисера са Запада. Током првих неколико декада двадесетог века, Африканци су били приказани као "егзотични", "покорни радници" или "дивљаци и канибали" (нпр. Краљеви острва канибала из 1909. године, Вуду освета из 1913. године и Конгорила из 1932). Афрички континент је приказан као егзотична земља без историје и културе. Има много примера оваквих филмова, а они укључују и чувене филмове засноване на лику Тарзана у авантуристички филм Афричка краљица (1951), као и различите адаптације романа Х. Рајдера Хагарда Рудници краља Соломона (1885). Средином тридесетих година спроведен је Банту едукативни филмски експеримент (Bantu Educational Kinema Experiment) како би се едуковали Банту народи. 
У француским колонијама, Африканцима је било законом забрањено да праве своје филмове ("Laval Decree"). Ова забрана је успорила развој филма као средства за Африканце да се изразе политички, културолошки и уметнички. Међутим, 1955. године Паулин Соману Виејра - оригинално из Бенину, али образован у Сенегалу - заједно са колегама из Le Group Africain du Cinema, снимио је краткометражни филм у Паризу под називом Afrique Sur Seine (1955). Виејра је учио да прави фимове на Institut des hautes études cinématographiques (IDHEC) у Паризу, и упркос забрани да прави филмове у Африци, добио је дозволу да снима у Француској.  Afrique Sur Seine истражује потешкоће са којима се суочавају Африканци у Француској током педесетих година, и сматра се првим филмом који је режирао један Африканац.
Пре стицања независности, снимљено је само неколико анти-колонијалистичких филмова. Примери укључују Les statues meurent aussi, филм Криса Маркера и Алена Ренеа, који говори о европској пљачки афричке уметности (и Французи су га забранили на 10 година) и Afrique 50 Ренеа Вотјеа о анти-колонијалистичким немирима у Обали Слоноваче и Буркини Фасо.
У ово време у Африци је такође радио и етнографски филмски стваралац Жан Руш, чији је рад сматран контроверзним и од стране француске и афричке публике. Поред филмова као што су Jaguar (1955), Les maitres fous (1955), Moi, un noir (1958) и La pyramide humaine (1959), Руш је правио документарце који су изазивали перцепције о колонијалној Африци и дали нови глас Африкацнима кроз филм. Иако је Осман Сембен оптужио Руша да гледа на африкаце "као да су инсекти", Руш је играо важну улогу у развоју афричког филма и био је први који је радио са Африканцима који ће имати важне каријере на пољу кинематографије (Омароу Ганда, Сафи Фаје, Мустафа Аласан и други).
Пошто су филмови пре независности били махом веома расистички, Афрички филмски ствараоци након стицања независности, као што су Осман Сембен и Омароу Ганда, видели су филм као једно важно политичко средство за исправљање погрешне слике о Африканцима коју су створили Западни режисери, као и за повратак слике о Африци Африканцима.